# 京都フローラ
京都フローラ（KYOTO Flora）は、関西地区を拠点とし、日本女子プロ野球機構に所属していたプロ野球チーム。2010年から2012年まで京都府を本拠地として活動していた「京都アストドリームス」（きょうとアストドリームス）の継承球団として2013年から2021年まで活動していた。獲得したタイトルは、計4回（ジャパンカップ優勝1回・女子プロ野球年間優勝3回）。

## 概要
前身の京都アストドリームスはリーグ設立当初からの球団で、2009年12月21日に行われた日本女子プロ野球機構の第1回ドラフト会議に合わせてチーム名が発表された。チーム名には「今日と明日の夢に向かって歩き続け、真のアスリートとして成長していこう」という願いが込められている。
所属選手は全員が京都仏眼医療専門学校の夜間部に通っていた。
2013年1月17日のリーグ記者会見での前年までの関西3チームは東日本・西日本各2チームに再編されることが発表されたが、2月14日のホームページリニューアルの際、ウエスト・フローラが京都アストドリームスの継承球団であることが明記された。
2015年より再び明確なホームタウン地域が制定されることに当たり、京都府京都市を主本拠とする「京都フローラ」として再スタートすることになった。

## 歴史

### 2010年-2012年（京都アストドリームス）

#### 2010年
2009年末に行われたドラフト会議では、もう1球団の兵庫スイングスマイリーズと投手1位、外野手1位で指名競合した小西美加、小久保志乃の抽選をともに外すなど、国際大会などの経験豊富な選手を多く兵庫に指名される結果となった。そのため開幕から5連敗を喫するなど兵庫に比べて戦力不足が目立つ試合が続き、当初は1シーズン40試合制で試合をする予定が急遽前後期各20試合の2シーズンに変更される一因となった。しかしその後も京都は劣勢のままでシーズンが進み、兵庫に前期は8ゲーム差、後期も5ゲーム差を付けられてともに2位（最下位）に終わる。
兵庫に入団した小西が投手3冠を達成する一方、京都がドラフト投手1位・2位で指名した駒谷麻妃と荒井蛍はいずれも大きく負け越し、防御率も規定投球回到達者の中では最下位とブービーを占め、3位の三浦伊織も投手としてはほとんど出場なしに終わるなど投手登録の選手は総崩れの状態で、野手登録の河本悠や大倉三佳が投手陣の軸を務める状況であった。一方、野手では東京ヤクルトスワローズ・川端慎吾の実妹にあたる川端友紀が首位打者・最高出塁率の2冠を獲得、また野手としての素質が開花した三浦が川端に次いで打率2位になるなど、投手に比べると明るい材料が多かった。後に三浦は正式に外野手に転向している。
【公式戦結果】
- 前期 20試合 6勝14敗0分 勝率.300【2位】
- 後期 20試合 6勝11敗3分 勝率.353【2位】

【タイトル受賞選手】
- 野手部門
  - 首位打者／.393：川端友紀
  - 最優秀守備率（外野手部門）／.991：三浦伊織

#### 2011年
前年兵庫と京都の間に前後期合わせて13ゲーム差が付いたことから機構は戦力差の是正に乗り出し、2009年はドラフトを経て入団先を決めていたトライアウト合格者を、2010年はあらかじめ機構が入団先を決めて決定後に発表する形式に改め、その結果IBAF女子ワールドカップに2回出場した宮原臣佳が入団した。さらに両チームの間で2対2のトレードを行い、前年兵庫で打率3位、勝利数・防御率2位と投打に渡って活躍した小久保志乃が移籍してきた。また、監督には1年で辞任した大熊忠義に代わって、大阪近鉄バファローズ監督などを務めた佐々木恭介が就任した。
春先から故障のために投げられなかった駒谷が結局シーズン途中で退団したり、即戦力として期待された宮原が平凡な成績に終わるなどの誤算はあったが、小久保が期待通りにチームトップの7勝を挙げ、前年は防御率最下位だった荒井が一転して最優秀防御率のタイトルを獲得して小西の2年連続投手3冠を阻止、ルーキーの塩谷千晶が抑えに定着して最多セーブと新人王の2冠に輝くなど投手力に改善が見られた。だが前後期ともあと1歩のところで優勝には手が届かなかった。なお、前年に続いて首位打者・最高出塁率の2冠を獲得した川端は打率.406をマークし、GPBL史上初の4割打者となった。
この年に第1回大会が行われた女子野球ジャパンカップでは、2回戦でGPBLにも選手を輩出している神村学園高等部に引き分けの末、抽選で敗退した。オフには3球団目の大阪ブレイビーハニーズの設立が発表され、京都からは小久保ら4選手が移籍した。
【公式戦結果】
- 前期 20試合 9勝11敗0分 勝率.450【2位】
- 後期 20試合 8勝10敗2分 勝率.444【2位】
- シンデレラシリーズ 10試合 5勝5敗0分 勝率.500【2位】

【タイトル受賞選手】

- 野手部門
  - 首位打者／.406：川端友紀
  - 最高出塁率／.497：川端友紀
  - 最多犠打／14犠打：河本悠
- 投手部門
  - 最優秀防御率／1.79：荒井蛍
  - 最多セーブ／7セーブ：塩谷千晶
- 最優秀新人賞：塩谷千晶
- ベストナイン
  - 一塁手：田中朋子
  - 遊撃手：川端友紀
  - 外野手：三浦伊織

#### 2012年
この年は開幕から打線が好調で、課題だった投手陣も前年タイトルを獲得した荒井、2年目を迎えて本来の実力を発揮し始めた宮原、ルーキーの半田渚など頭数が揃い、外野手登録ながら前年までは投手としてもエース格だった大倉が野手に軸足を移す余裕も生まれた。シーズン中盤に塩谷が右肘の手術で離脱するが、主将の河本が抑えに回ってその穴を埋めた。また、結成1年目の大阪、選手が大幅に入れ替わった兵庫が共にルーキー7人ずつの陣容となった一方、京都はルーキー3人と他2チームに比べると選手の経験の面で優位に立っていた。これらの要素が重なった結果、前期は早々と京都の独走となり、6月3日の大阪戦に7-4で勝利して5試合を残して悲願の半期初優勝を決める。
後期は中盤までは出遅れていたが、終盤の引き分けを挟む4連勝で残り2試合の時点で首位に立った。しかし勝てば後期優勝ならびに年間優勝が決まった10月24日の大阪戦に相手を無安打に抑えながら敗れて後期は最下位となり、続く11月5日に行われた大阪との総合優勝決定戦でも2点リードの最終7回裏に3点を取られて逆転負けを喫し、年間優勝も逃した。なお、優勝決定戦では監督の佐々木が体調不良でベンチ入り出来ないアクシデントがあった。
後期終了と優勝決定戦の間に行われたジャパンカップも決勝で兵庫に敗れ、年間の勝率は最高だったが、シーズン終盤の肝心の試合を落として結局タイトルは前期優勝のみにとどまった。
2年連続2冠だった川端は無冠だったが、三浦が首位打者・最多安打・盗塁王の3冠を達成、大倉も打点王のタイトルを獲得し、この3人を軸とした打線はリーグ随一の攻撃力を誇った。投手部門では河本が最多セーブのタイトルを獲得している。
【公式戦結果】
- 前期 20試合 14勝5敗1分 勝率.737【優勝】
- 後期 20試合 8勝9敗3分 勝率.471【3位】

【総合優勝決定戦】
- 京都アストドリームス5-6大阪ブレイビーハニーズ

【タイトル受賞選手】
- 野手部門
  - 首位打者／.390：三浦伊織
  - 最多打点／31打点：大倉三佳
  - 最多安打／48安打：三浦伊織
  - 最多盗塁／17盗塁：三浦伊織
  - 最多犠打／17犠打：早田咲紀
- 投手部門
  - 最多セーブ／9セーブ：河本悠
- ベストナイン
  - 一塁手：田中朋子
  - 外野手：大倉三佳
  - 外野手：三浦伊織

### 2013年-2014年（ウエスト・フローラ）

#### 2013年
1月17日に機構が行ったリーグ再編についての記者会見で、従来の関西3チームは東日本・西日本2チームずつに再編されることが発表された。その後2月14日にリーグのホームページがリニューアルされた際、イースト・アストライア以外の3チームは前年までの関西3チームをそれぞれ継承することが明記された。
ウエスト・フローラは京都アストドリームスの継承球団とされたが、この年の初期メンバーで最も多いのは小西美加、小西つどいなど6名が入団した旧大阪の選手で、旧京都からの「残留組」は河本、三浦、荒井、松本育代の4名である。これに旧兵庫の中村茜（中村は2010年オフのトレードで京都から兵庫に移籍していたため「復帰」の形になる）、ルーキー3選手を加えた計14選手がウエスト・フローラとしての創立メンバーとなった。監督には前年兵庫の監督を務めた松村豊司、コーチには河本が選手兼任で、主将には兵庫・大阪でエースとして活躍してきた小西美加がそれぞれ就任した。
前年最多安打のタイトルを分け合った三浦と中村を中心とする打線はある程度の計算が立つ一方、元々登録が3名しかいない投手陣はエースで主将の小西美加が柔道整復師の専門学校を卒業できなかったペナルティで一部の試合で出場制限がかかったり、荒井が前年後半からの不調に故障が重なって出遅れるなどで駒不足気味であったため、前年まで未勝利の中川美咲やルーキーで内野手登録の矢野みなみにも登板機会が多く与えられた。7月1日にはウエスト・フローラ、イースト・アストライア、ノース・レイアの間で三角トレードが成立し、フローラでは荒井がレイアに移籍し、アストライアから前年途中まで京都の抑えを務めていた塩谷千晶が加入した。
ティアラカップでは特に中盤に優勝を重ね、残り2大会の時点で2位のアストライアに優勝回数で1回差を付けたため、2大会のうち1回でも優勝すればシーズン1位で年間女王決定戦に進出できたが、その2大会はいずれもアストライアが優勝したため逆転を許し、2位で女王決定戦に進んだ。女王決定戦ではアストライアに2連勝することが年間女王への条件であったが、第1戦で0－9と惨敗し、アストドリームス時代に続いてまたしても年間優勝はならなかった。ジャパンカップは準決勝で優勝したサウス・ディオーネに敗れている。
前年まで毎年3つ以上の個人タイトルを獲得してきた小西美加が出場制限も響いて初めて無冠に終わった一方、三浦が最多安打と盗塁王、チーム最多の8勝を挙げた矢野が新人王のタイトルを獲得した。三浦は2011年に川端友紀が記録した従来のシーズン最高打率.406を上回る.407の打率を残したが、川端がさらにそれを上回る.431だったため2年連続の首位打者は逃している。なおシーズン終了後に河本、松本など5選手が引退した。
【公式戦結果】
- 39試合 20勝14敗5分 勝率.588【2位】

【女王決定戦】
- ウエスト・フローラ0-9イースト・アストライア

【タイトル受賞選手】
- 野手部門
  - 最多安打／57安打：三浦伊織
  - 最多盗塁／27盗塁：三浦伊織
- 最優秀新人賞：矢野みなみ
- ベストナイン
  - 三塁手：河本悠
  - 外野手：三浦伊織

#### 2014年
2014年シーズンは前年から残った9選手に、ディオーネから移籍した植村美奈子とルーキー3選手を加えた13選手でスタートすることになった。首脳陣に関しては監督の松村は続投で、前年現役を引退した新原千恵がコーチに、レイアの監督に転じた河本に代わって小西美加が選手兼任コーチとなった。また、アストドリームス時代から打の中心として活躍してきた三浦伊織が主将に就いている。
【公式戦結果】
- 西地区・前期 14試合 11勝3敗0分 勝率.785【優勝】
- 西地区・後期 18試合 12勝6敗0分 勝率.666【優勝】

【女王決定戦】
- 第1戦 ウエスト・フローラ6-0イースト・アストライア
- 第2戦 ウエスト・フローラ8-7イースト・アストライア ※ウエスト・フローラが、2戦先勝で年間女王に

【タイトル受賞選手】
- 角谷賞（MVP）：三浦伊織
- 打者部門
  - 首位打者／.500：三浦伊織
  - 最多本塁打／1本塁打：中村香澄・池山あゆ美
  - 最多打点／23打点：中村茜
  - 最多安打／52安打：三浦伊織
  - 最多盗塁／18盗塁：三浦伊織
  - 最高出塁率／.567：三浦伊織
- 投手部門
  - 最多勝利／14勝：矢野みなみ
  - 最優秀防御率／1.10：矢野みなみ
  - 最多セーブ／6セーブ：小西美加
- ベストナイン
  - 投手；矢野みなみ
  - 捕手：中村茜
  - 二塁手：小西つどい
  - 遊撃手：中村香澄
  - 外野手：三浦伊織
  - 外野手：金山亜莉紗
  - 指名打者：池山あゆ美

### 2015年-2021年（京都フローラ）

#### 2015年
【公式戦結果】
- 前期 24試合 12勝9敗3分 勝率.571【優勝】
- 後期 26試合 17勝9敗0分 勝率.653【優勝】
- 年間順位 50試合 29勝18敗3分 勝率.617【優勝】

【女王決定戦】
- 第1戦 京都フローラ9-15埼玉アストライア
- 第2戦 京都フローラ2-0埼玉アストライア　※前期・後期優勝の京都フローラが、アドバンテージ1勝と合わせ年間女王に。

【タイトル受賞選手】
- 角谷賞（MVP）・投手部門：植村美奈子
- 野手部門
  - 最多本塁打／2本：池山あゆ美
  - 最多盗塁／33盗塁：三浦伊織
- 投手部門
  - 最多勝利／14勝：植村美奈子
  - 最多セーブ／15セーブ：塩谷千晶
  - 最多ホールド／6ホールド：谷山莉奈
- ベストナイン
  - 投手：植村美奈子
  - 二塁手：小西つどい
  - 外野手：三浦伊織
  - 指名打者：池山あゆ美

#### 2016年
【公式戦結果】
- 前期 18試合 7勝10敗1分 勝率.411【2位】
- 後期 20試合 10勝9敗1分 勝率.526【2位】
- 年間総合 38試合 17勝19敗2分 勝率.472【2位】

【女王決定戦】
- 第1戦 京都フローラ1-4兵庫ディオーネ　※前期・後期優勝の兵庫ディオーネが、アドバンテージ1勝と合わせ年間女王に。

【タイトル受賞選手】
- 野手部門
  - 最多本塁打／1本：秋山かおり
  - 最多盗塁／20盗塁：三浦伊織
- 投手部門
  - 最多奪三振／63奪三振：小西美加
  - 最多ホールド／2ホールド：笠原優子
- ベストナイン
  - 二塁手：小西つどい
- ゴールデングラブ
  - 二塁手：小西つどい
  - 遊撃手：岩見香枝
  - 外野手：橋本ひかり

#### 2017年
【公式戦結果】
- 44試合 16勝27敗1分 勝率.372【3位】

【タイトル受賞選手】
- 野手部門
  - 最多盗塁／38盗塁：三浦伊織
- ベストナイン
  - 一塁手：田口紗帆
  - 外野手：三浦伊織
- ゴールデングラブ
  - 外野手：三浦伊織

#### 2018年
【公式戦結果】
- 42試合 22勝14敗6分 勝率.611【優勝】

【女王決定戦】
- 第1戦 京都フローラ0-7愛知ディオーネ
- 第2戦 京都フローラ1-3愛知ディオーネ　※愛知ディオーネが、2戦先勝で年間女王に

【タイトル受賞選手】
- 角谷賞（MVP）：岩谷美里・三浦伊織
- 野手部門
  - 首位打者／.446：三浦伊織
  - 最多本塁打／2本塁打：みなみ・奥村奈未
  - 最多打点／34打点：岩谷美里
  - 最多安打／59安打：岩谷美里
  - 最多勝利打点／5勝利打点：中村茜
  - 最多盗塁／27盗塁：三浦伊織
  - 最高出塁率／.518：三浦伊織
- 投手部門
  - 最優秀防御率／1.84：小西美加
  - 最多セーブ／11セーブ：小西美加
  - 最多ホールド／2ホールド：坂東瑞紀
- 最優秀新人賞（野手部門）：村松珠希
- ベストナイン
  - 投手：小西美加
  - 捕手：村松珠希
  - 三塁手：岩谷美里
  - 外野手：三浦伊織
- ゴールデングラブ
  - 捕手：村松珠希
  - 二塁手：浅野桜子
  - 外野手：三浦伊織

#### 2019年
【公式戦結果】
- 66試合 36勝22敗8分 勝率.621【優勝】

【女王決定戦】中止
【タイトル受賞選手】
- 角谷賞（MVP）：三浦伊織
- 野手部門
  - 首位打者／.383：三浦伊織
  - 最多本塁打／3本塁打：岩谷美里
  - 最多打点／35打点：村松珠希
  - 最多安打／85安打：三浦伊織
  - 最多勝利打点／7勝利打点：村松珠希
  - 最多盗塁／35盗塁：三浦伊織
- 投手部門
  - 最多勝利／11勝：植村美奈子・小西美加
  - 最多奪三振／65奪三振：植村美奈子
  - 最高勝率／.786：植村美奈子
  - 最多セーブ／18セーブ：森若菜
- ベストナイン
  - 投手：植村美奈子
  - 捕手：村松珠希
  - 一塁手：岩谷美里
  - 二塁手：三原遥
  - 遊撃手：厚ヶ瀬美姫
  - 外野手：三浦伊織
  - 外野手：中村茜
  - 指名打者：中嶋南美
- ゴールデングラブ
  - 投手：小西美加
  - 遊撃手：厚ヶ瀬美姫
  - 三浦伊織

#### 2020年
【公式戦結果】
- 30試合 9勝16敗5分 勝率.360【3位】

#### 2021年
- 女子プロ野球在籍選手が4名になり、京都フローラ所属選手全員退団のため中止。

## シーズン成績

### リーグ戦
- 2010年：前期2位、後期2位[3]
- 2011年：前期2位、後期2位[5]
- 2012年：前期1位、後期3位[7]
- 2013年：リーグ2位、年間2位[33]
- 2014年：前期：西地区1位、後期：西地区1位、【年間女王】[15]
- 2015年：前期1位、後期1位、【年間女王】[18]
- 2016年：前期3位、後期2位[21]
- 2017年：リーグ3位、年間3位[24]
- 2018年：リーグ優勝、年間2位[34]
- 2019年：春季優勝、夏季優勝、秋季2位、【年間女王】[35]
- 2020年：リーグ3位、年間3位

### 女王決定戦
- 2012年：準優勝：11月5日・京都5-6大阪[36]
- 2013年：準優勝：11月9日・フローラ0-9アストライア[33]
- 2014年：優勝：11月15日・フローラ8-7アストライア【年間女王】[16]
- 2015年：優勝：10月11日・京都2-0埼玉【年間女王】[37]
- 2016年：準優勝：10月15日・京都1-4兵庫[38]
- 2018年：準優勝：10月8日・京都1-3愛知[39]
- 2019年：台風19号の影響で女王決定戦は中止。春季リーグ、夏季リーグを制した京都フローラが【年間女王】

### 女子野球ジャパンカップ
- 2011年：2回戦敗退（抽選による）[40]
- 2012年：準優勝[41]
- 2013年：準決勝敗退[42]
- 2014年：優勝[43]
- 2015年：準決勝敗退[44]
- 2016年：準決勝敗退[45]
- 2017年：2回戦敗退（抽選による）[46]
- 2018年：優勝[47]
- 2019年：準優勝[48]